# 中華民國特勤隊
中華民國甲種特勤隊分別下轄於中華民國國防部（4支，軍事化特種部隊，採取「三加一」的模式，分別負責北臺灣、中臺灣、南臺灣三區及機動支援）、內政部警政署（2支準軍事化特種警察部隊）及海洋委員會海巡署（1支準軍事化特種警察部隊）負責國內反劫機、反劫持及反武裝攻擊等重大治安任務，並且維護重要人士、設施及處所的安全。各特勤部隊採分批訓練或是聯合訓練，以因應各種不同形式的恐怖襲擊。
依據《特種勤務條例》裡的特勤人員有國家安全局特種勤務指揮中心（以下簡稱特勤中心）、總統府侍衛室、內政部警政署保安警察第六總隊第一警官大隊及國防部憲兵指揮部警衛大隊等特種勤務專責單位所屬。

## 變革
時任中華民國國防部部長嚴德發於2018年7月起，推動中華民國國軍「戰力提升計畫」，國軍各部隊勤務、任務也將藉此重新調整，除一般救災外，不屬軍事任務的勤務都將檢討，例如營區位在五股的憲兵特勤隊就被賦予擔任桃園國際機場反劫機的國軍戰備部隊，在戰場上卻沒有明確角色。國軍甲種特種勤務隊過去承平時期被賦予的「反劫機」、「反劫持」等任務，考量軍人未具備司法警察身份，承平時期相關任務擬交還警政署、海巡署轄下甲種特勤隊執行，國軍特種勤務隊將回歸軍事本務，強化戰場任務與角色，重新檢討作戰勤務，增賦軍事任務。

### 維安特勤隊
隸屬內政部警政署保安警察第一總隊，於1992年5月1日成立，負責全國性反恐行動、反人質劫持、重大暴力案件與高風險治安任務之執行與支援。

### 除暴特勤隊
除暴特勤隊隸屬內政部警政署刑事警察局，於2017年12月由刑事局警備隊特勤隊改制成立，主要負責重大刑案攻堅、緝毒、詐騙、肅槍、 黑幫犯罪等業務。

### 海巡特勤隊
海巡特勤隊，負責海岸及海洋的特勤任務。曾經不攜武器、連同保釣人士登上保釣船隻，沿途護送，成功嚇阻日本海上保安廳人員企圖登上保釣船隻的舉動。

### 憲兵特勤隊

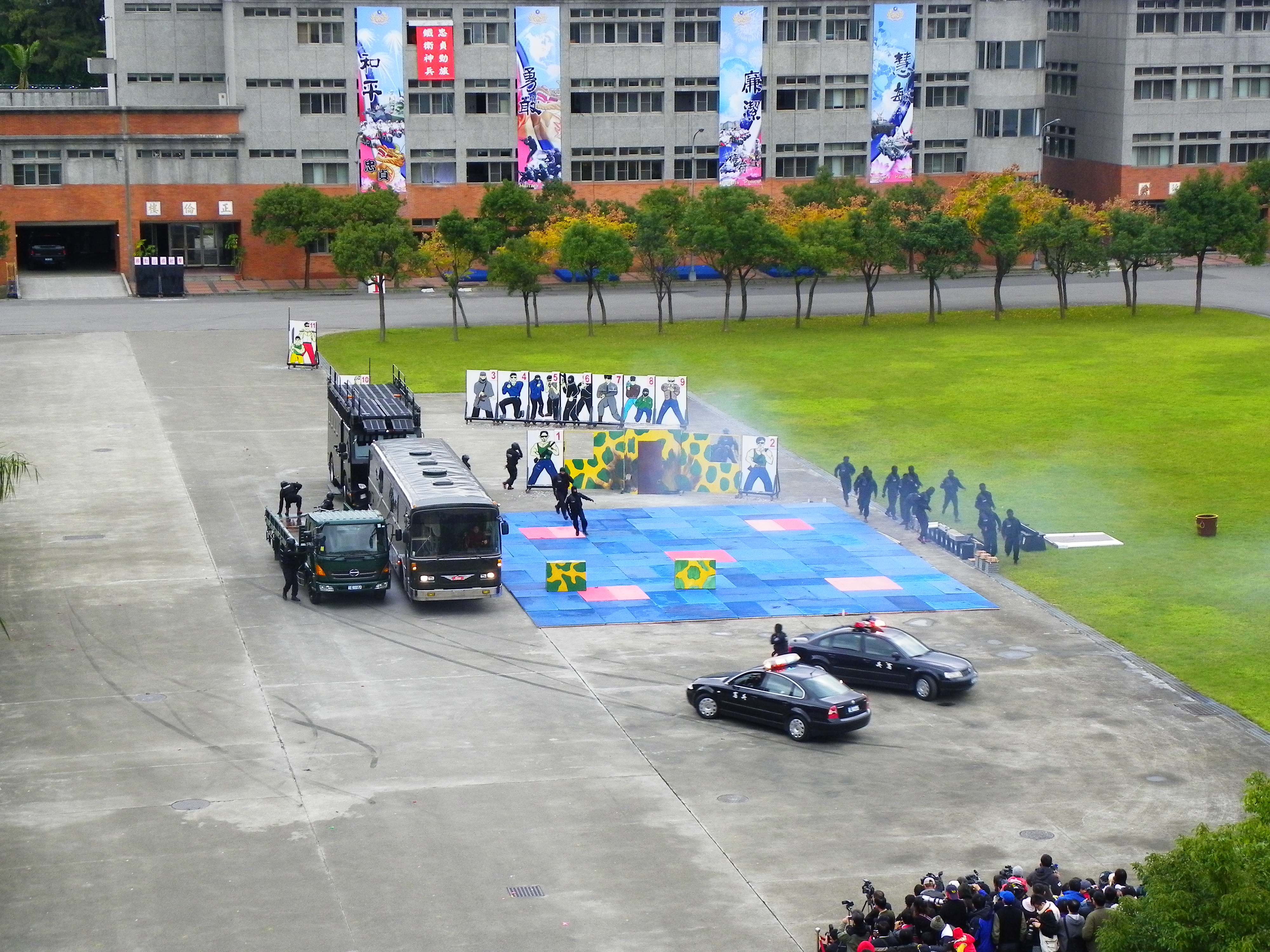
民國一百年憲兵紀念日，憲兵特勤隊進行反恐演習

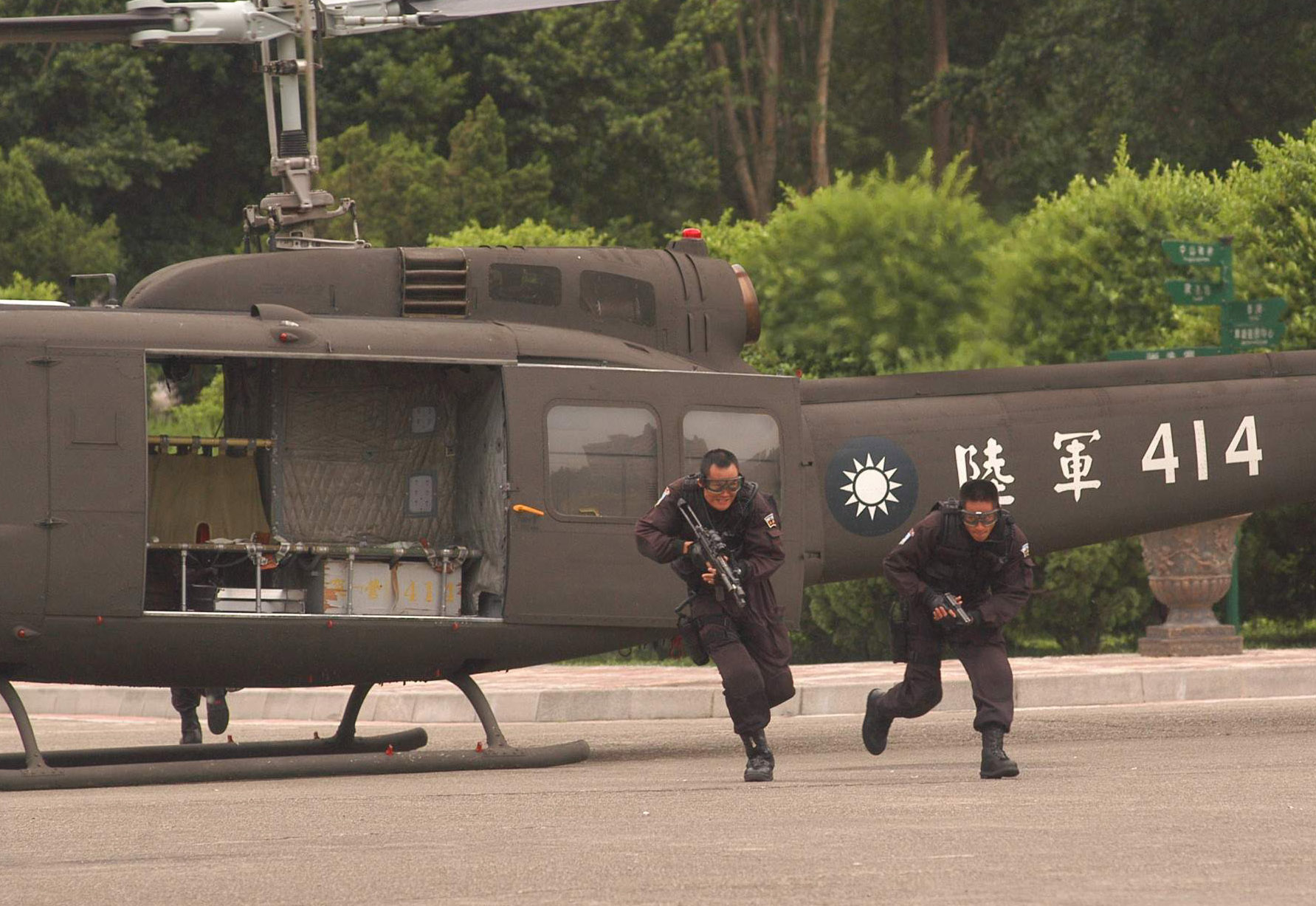
602空騎旅載運憲兵特勤隊執行反恐演訓

憲兵特勤隊，俗稱夜鷹特勤隊，負責國內反劫機和北臺灣地區反劫持，維護臺北松山機場、桃園國際機場與核電廠安全及保護中央政府高級官員和外交使節。此單位駐紮新北市五股區。

### 陸軍特種作戰指揮部四三特勤反恐連
陸軍特戰指揮部四三特勤反恐連，負責中臺灣地區反劫持、反破壞任務，執行陸軍特種作戰任務及處理重大突發事件。此單位駐紮臺中市和平區。

### 陸軍航特部特勤中隊
高空特種勤務中隊，俗稱涼山特勤隊，空中機動，重點運用方式，奉令支援各地區反滲透、反破壞任務。戰略預備隊，由國防部直接調派指揮支援反恐作戰。

### 海軍陸戰隊特勤隊
中華民國海軍陸戰隊特勤隊，俗稱黑衣部隊，負責南臺灣地區反劫持、反破壞任務，維護高雄小港機場安全。此單位駐紮高雄市壽山及左營。

## 另見
- 中華民國陸軍突擊幹部訓練班
- 特種部隊列表（英语：List of special forces units）
- 中華民國特種部隊
- 天威部隊
- 特種部隊